# Іоанн Карл Чарторийський
Ян Карл Чорторийський (1626 — 1680) — аристократ, князь, урядник часів Речі Посполитої. Дідич на Корці та Олексинцях. Небіж князя Самійла Корецького.

## Життєпис
Батько — князь Микола-Юрій Чорторийський, матір - дружина батька княжна Ізабела Корецька. Від Яна Карла виводиться корецька лінія Чорторийських. Помер 1690 року як краківський підкоморій, управитель 7-ми староств, зокрема, Бохенського.
Після брата Михайла Юрія став крем'янецьким старостою. 1656 року як живецький староста був на чолі повстання проти «шведського потопу». Разом з тестем пробували відвоювати Краків, але частини були розбиті військом під командуванням генерала Віртца. 1657 року був полковником посполитого рушення Волинського воєводства, в 1662 році був старостою снятинським. 26 лютого 1664 року став підкоморієм краківським (після Йордана). На першому Сеймі 1668 року був обраний маршалком всупереч бажанню короля Яна ІІ. Підписав абдикацію (зречення) короля Яна ІІ, вибори королем Міхала Вишневецького (його прихильник). 1672 року був керівником посполитого рушення Краківського воєводства.
Був одружений з Анною Зебжидовською — донькою мечника коронного Миколая, переїхав до Краківського воєводства (взяв як посаг Кальварію Зебжидовську). Діти: Казимир Михайло, Самуель, Михайло, Текля — дружина Єжи Красіцького.
Друга дружина — Магдалена Конопацька, primo voto Ґосєвська. По його смерті вдова мала судову тяганину з Михайлом-Юрієм Чорторийським, яка почались за життя Я. К. Чарторийського. Діти: Антоній, Юзеф, Гелена Констанція Деодата — дружина Юзефа Мишковського.